# Eli Ndiaye
Pour les articles homonymes, voir N'Diaye.
Eli John Ndiaye Faye, né le 26 juin 2004 à Guédiawaye, est joueur professionnel sénégalais de basket-ball évoluant aux postes d'ailier fort et pivot.

## Biographie

### Formation
Eli Ndiaye rejoint le Real Madrid en 2017 à l'âge de 13 ans au sein du centre de formation. Avec l'équipe jeune du Real, il remporte l'Euroleague Basketball Next Generation Tournament (l'EuroLigue junior) en 2021 et est élu MVP du tournoi cette année là. En 2020, il décide de se faire naturaliser espagnol.

### En club

#### Real Madrid (2021-2025)
Eli Ndiaye fait ses débuts avec le Real Madrid en 2021 lors de l'EuroLigue. Durant la saison 2021-2022, il ne dispute que 4 matchs d'EuroLigue pour une moyenne de 1 point par match. Même sans jouer un match de championnat, il remporte son premier championnat espagnol.
Le 25 septembre 2022, il remporte la finale de la Supercoupe d'Espagne face au FC Barcelone. Il fait ses débuts dans la Liga Endesa le 2 octobre 2022 face à Obradoiro CAB avec 4 minutes de jeu.
Il joue très peu en début de saison 2022-2023 avec 29 secondes en deux matchs d'EuroLigue et 11 minutes en quatre matchs de championnat mais le 17 novembre 2022, face à l'Alba Berlin, profitant de la blessure de Guerschon Yabusele, il joue 22 minutes et améliore toutes ses lignes de stats en se faisant remarquer. Au final, il dispute 19 matchs de saison régulière avec des moyennes par match de 2,2 points et 2,2 rebonds en un peu moins de 10 minutes de jeu par match. Il dispute également 15 matchs d'EuroLigue.
Il remporte l'EuroLigue en 2023 en jouant 6 minutes en finale et en inscrivant 3 points face à l'Olympiakós,.
En septembre 2023, il remporte une deuxième fois la Supercoupe d'Espagne face à l'Unicaja Málaga. En février 2024, il remporte la Coupe du Roi face au FC Barcelone en finale.
Il gagne en importance dans l'effectif madrilène lors de la saison 2023-2024 avec 23 matchs de saison régulière disputés pour des moyennes de 4,3 points et 2,6 rebonds en 12,5 minutes de jeu. Il joue également 23 matchs d'EuroLigue. Il remporte son deuxième titre de champion d'Espagne.
Il s'inscrit pour participer à la draft 2024 de la NBA mais finalement, il se retire avant la draft.
Il s'impose comme un joueur important dans la rotation de l'effectif madrilène lors de la saison 2024-2025 avec 28 matchs de championnat disputés pour des moyennes par match de 4,3 points et 3 rebonds. Il dispute également 24 match d'EuroLigue pour une moyenne de 3,7 points par match. A l'issue de la saison, il remporte son troisième championnat espagnol.

#### Hawks d'Atlanta (depuis 2025)
Le 3 juillet 2025, il signe un Two-Way Contract avec les Hawks d'Atlanta et rejoint ainsi la NBA. Il participe à la NBA Summer League 2025 et fait ses débuts face au Heat de Miami en jouant 21 minutes pour 12 points, 6 rebonds et un contre.

### En équipe nationale
En juillet 2025, Eli Ndiaye est sélectionné pour préparer l'EuroBasket 2025 avec l'équipe d'Espagne,.

## Palmarès et Distinctions

### Palmarès
- Vainqueur de l'Euroleague Basketball Next Generation Tournament (2021)
- 2× vainqueur de la Supercoupe d'Espagne (2022, 2023)
- Vainqueur de l'EuroLigue (2023)
- 3× Champion d'Espagne (2022, 2024, 2025)
- Vainqueur de la Coupe du Roi (2024)

### Distinctions personnelles
- MVP de l'Euroleague Basketball Next Generation Tournament (2021)

## Vie privée
Il est le fils de François de Emmanuel Ndiaye et Thérèse Faye. Il possède un frère, Nicolás, et une sœur, Philomène. Le 2 octobre 2023, sa mère décède à l'âge de 49 ans.